# Aeromobile
Un aeromobile è una macchina costruita dall'uomo che si sostiene e si può spostare nell'aria consentendo il trasporto di persone o cose all'interno dell'atmosfera terrestre. Utilizzano per la loro sostentazione le forze di reazione esercitate dall'atmosfera circostante: gli aeromobili la cui sostentazione è in maggior parte dovuta a reazioni di tipo statico, ovvero alla spinta di Archimede, sono chiamati aerostati, mentre quelli che si sostentano a mezzo di azioni prevalentemente aerodinamiche sono chiamati aerodine.

## Classificazione
In genere la classificazione degli aeromobili viene effettuata principalmente in base al tipo di sostentazione aerodinamica sviluppata e, in secondo ordine, in base al tipo di propulsione utilizzata.

### Aerostati

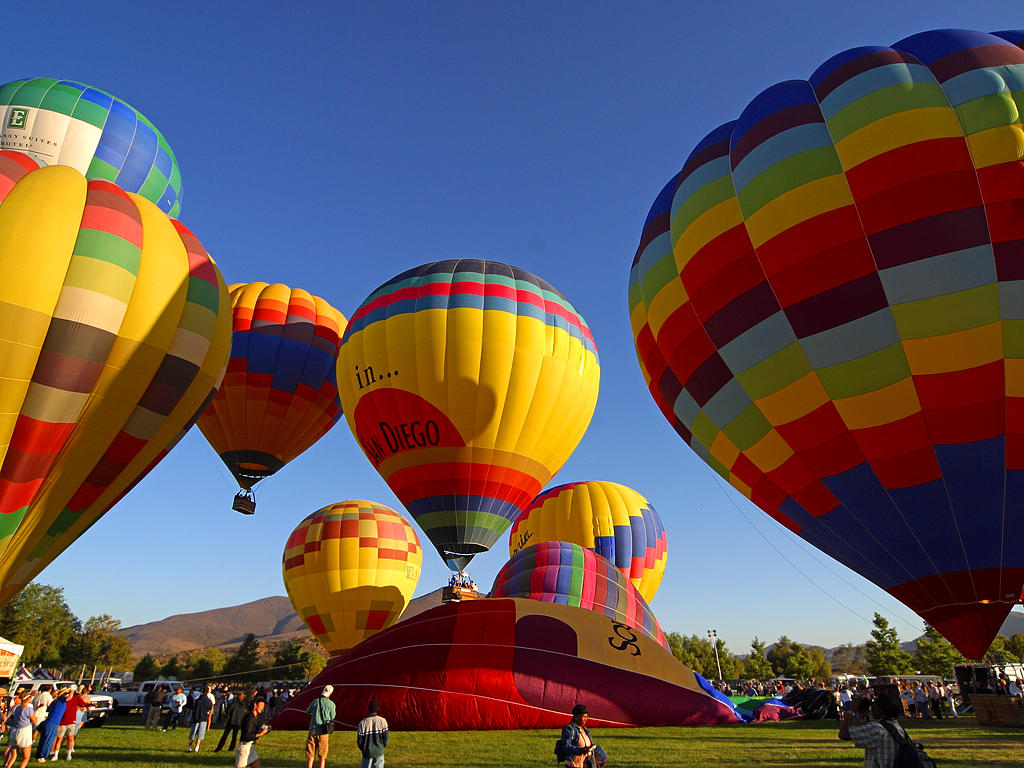
Un esempio di aerostato: la mongolfiera

Mezzi meno densi dell'aria, gli aerostati sono aeromobili che ottengono una spinta ascensionale in base al principio di Archimede (sostentazione statica). La forza sostentatrice L di un aerostato di volume V riempito di un gas di densità ρ' minore della densità ρ dell'aria alla quota di volo, sarà pari a:
{\displaystyle \,\!L=g(\rho -\rho ')V}
dove g è l'accelerazione di gravità.
Gli aerostati hanno come organi sostentatori degli 'involucri' contenenti aria riscaldata o gas più leggeri dell'aria (elio, idrogeno). Se possiedono un proprio sistema di propulsione e guida vengono detti dirigibili, oppure esserne privi pallone aerostatico, mongolfiera. I palloni, a loro volta, possono essere di tipo frenato, vale a dire ancorati al suolo in modo che la loro posizione in aria sia pressoché stazionaria, oppure liberi.
In Italia si preferisce riservare il termine pallone aerostatico ai mezzi cui è affidato il compito di sollevare strumentazioni scientifiche, utilizzando invece il termine mongolfiera per i mezzi progettati per il sollevamento di esseri umani.

### Aerodine
Vengono detti aerodine gli aeromobili più pesanti dell'aria, la cui sostentazione è ottenuta mediante un'azione aerodinamica sulle superfici del mezzo. L'aerodina è quindi dotata di un "organo sostentante" capace di interagire con l'aria circostante in modo da generare la spinta ascensionale necessaria al volo.
Questo organo sostentante può essere un'ala, nel caso dei velivoli o una pala in un elicottero, ma anche, tipicamente, un ugello, nei razzi.
In base al tipo di organo sostentante, le aerodine possono quindi dividersi in tre diverse classi: aerodine a sostentazione aerodinamica, aerodine a sostentazione per reazione diretta, e aerodine a sostentazione mista.

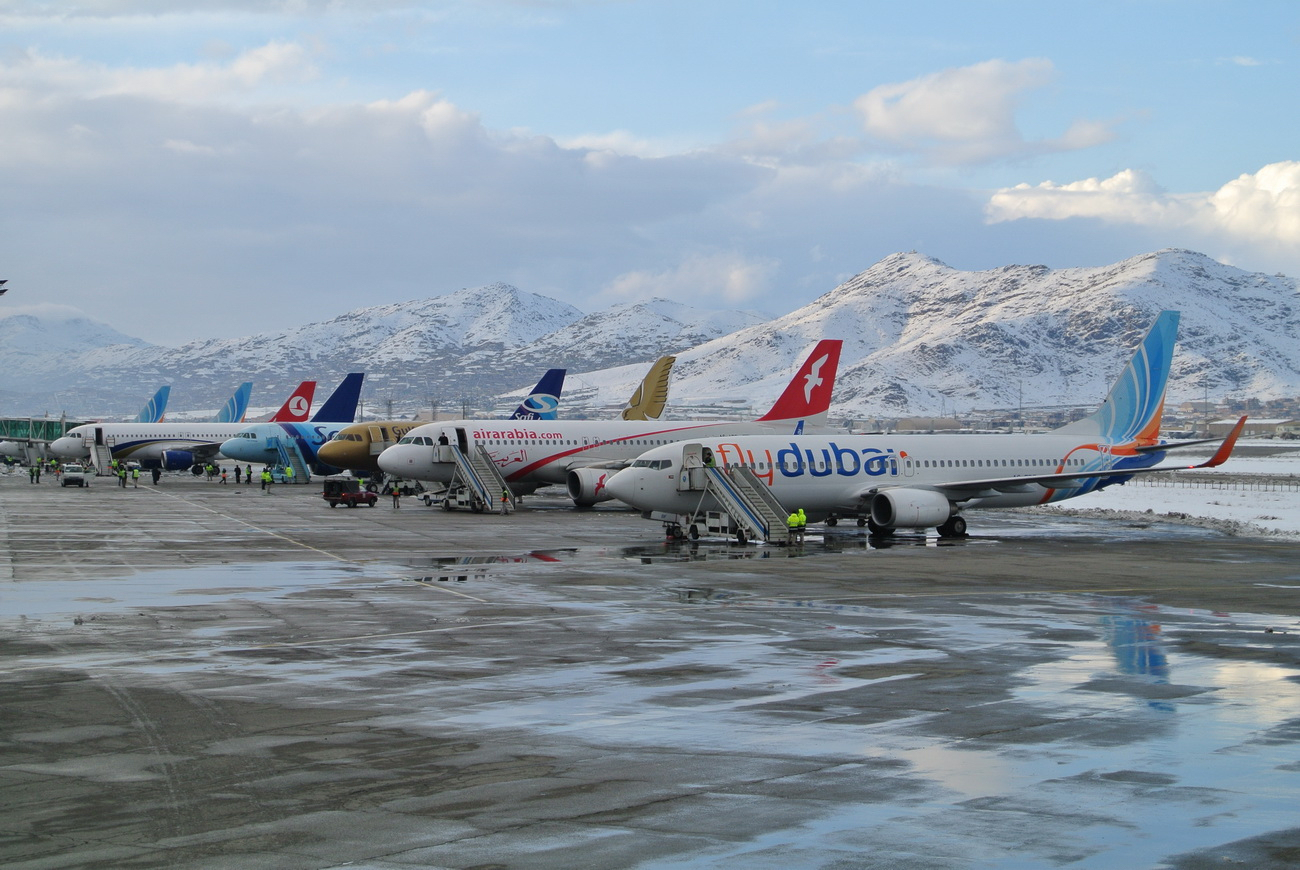
Aeroplani parcheggiati in Afghanistan

#### Aerodine a sostentazione aerodinamica
La loro sostentazione è direttamente legata al moto relativo dell'organo sostentante rispetto all'aria.
Perché l'organo sostentante (che può essere un'ala, nel caso dei velivoli o una pala, dotata di profilo alare, nel caso di elicotteri ed autogiri) possa infatti produrre una forza diretta verso l'alto (detta portanza) è necessario che esso venga investito da un flusso d'aria. Questo avviene con il movimento dell'intero apparecchio (nel caso degli aeroplani, ad esempio) oppure con il movimento del solo organo sostentante e indipendentemente dal movimento dell'apparecchio medesimo (ad esempio, la rotazione delle pale in un elicottero od il loro movimento autonomo, nell'ornitottero).
Rientrano in questa classe:
- superfici alari fisse (velivoli)

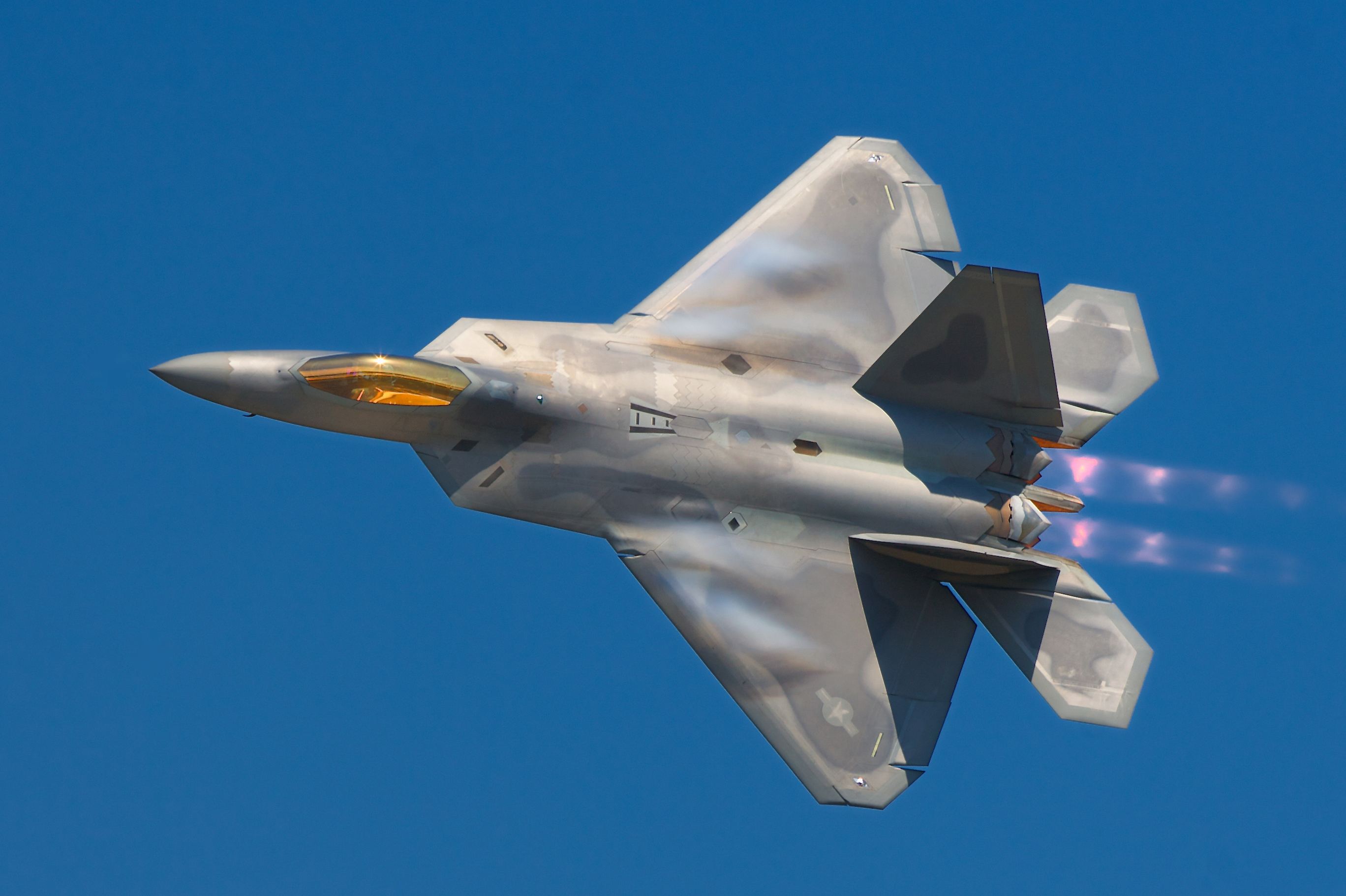
Un Lockheed Martin F-22A Raptor

  - aliante (e per estensione, sebbene la legge italiana li consideri semplici apparecchi sportivi, anche deltaplano e parapendio)
  - aeroplano (per estensione, ultraleggeri, pendolari e paramotore)
  - idrovolante
  - si menziona anche l'ekranoplano, anche noto come WIG (Wing In Ground effect - ala ad effetto suolo) o GEV (Ground Effect Vehicle - veicolo ad effetto suolo), che però non è propriamente un aeromobile, non essendo un mezzo capace di cambiare quota
- ornitottero o (alibattente), superfici alari battenti, a carattere unicamente sperimentale
- aquilone o cervo volante, aeromobili privi di motore con cavi di ritenuta[1]
- superfici alari  in rotazione attorno ad un albero (aerogiro)
  - elicottero, ali ruotanti azionate da motori
  - autogiro, ali autorotanti
  - elicoplano, ali ruotanti azionate da motori utilizzate per il decollo, l'atterraggio e l'hovering più un sistema di propulsione supplementare che produce una spinta nella direzione della traiettoria.

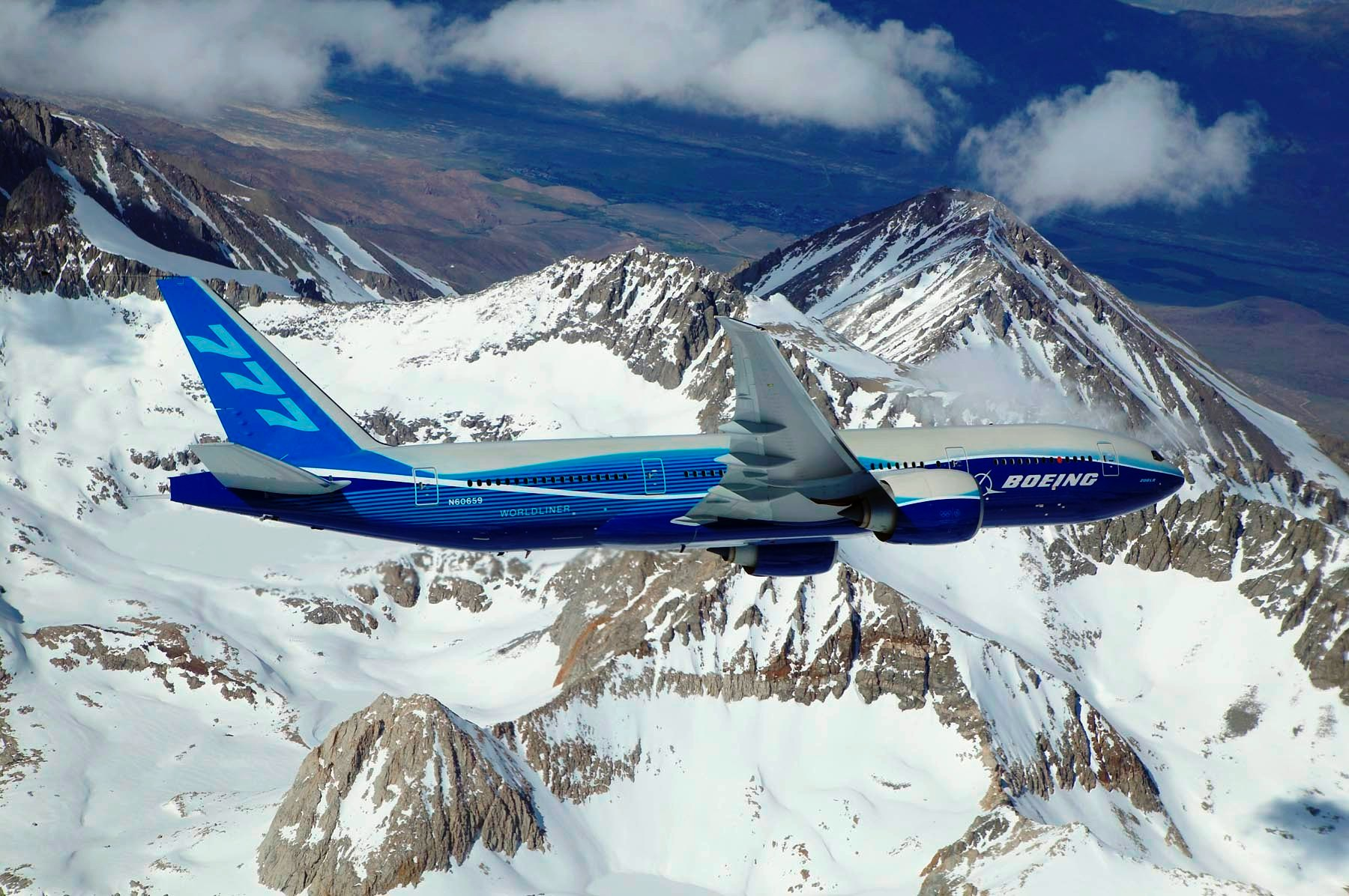
Il Boeing 777-200LR è uno degli aerei di linea a più lungo raggio, in grado di effettuare voli in più della metà del mondo.

#### Aerodine a sostentazione per reazione diretta
In questo caso la sostentazione viene assicurata da sistemi meccanici (detti gettosostentatori) capaci di accelerare grandi masse d'aria o gas (ad esempio ugelli). La sostentazione non richiede dunque che vi sia necessariamente un moto relativo. Il 'getto' può essere prodotto da un motore a razzo o un turboreattore.
Rientrano in questa classe:
- missili
- piattaforme volanti
- piattaforme a cuscino d'aria (ad esempio, hovercraft), anche se questi non sono propriamente aeromobili.

#### Aerodine a sostentazione mista

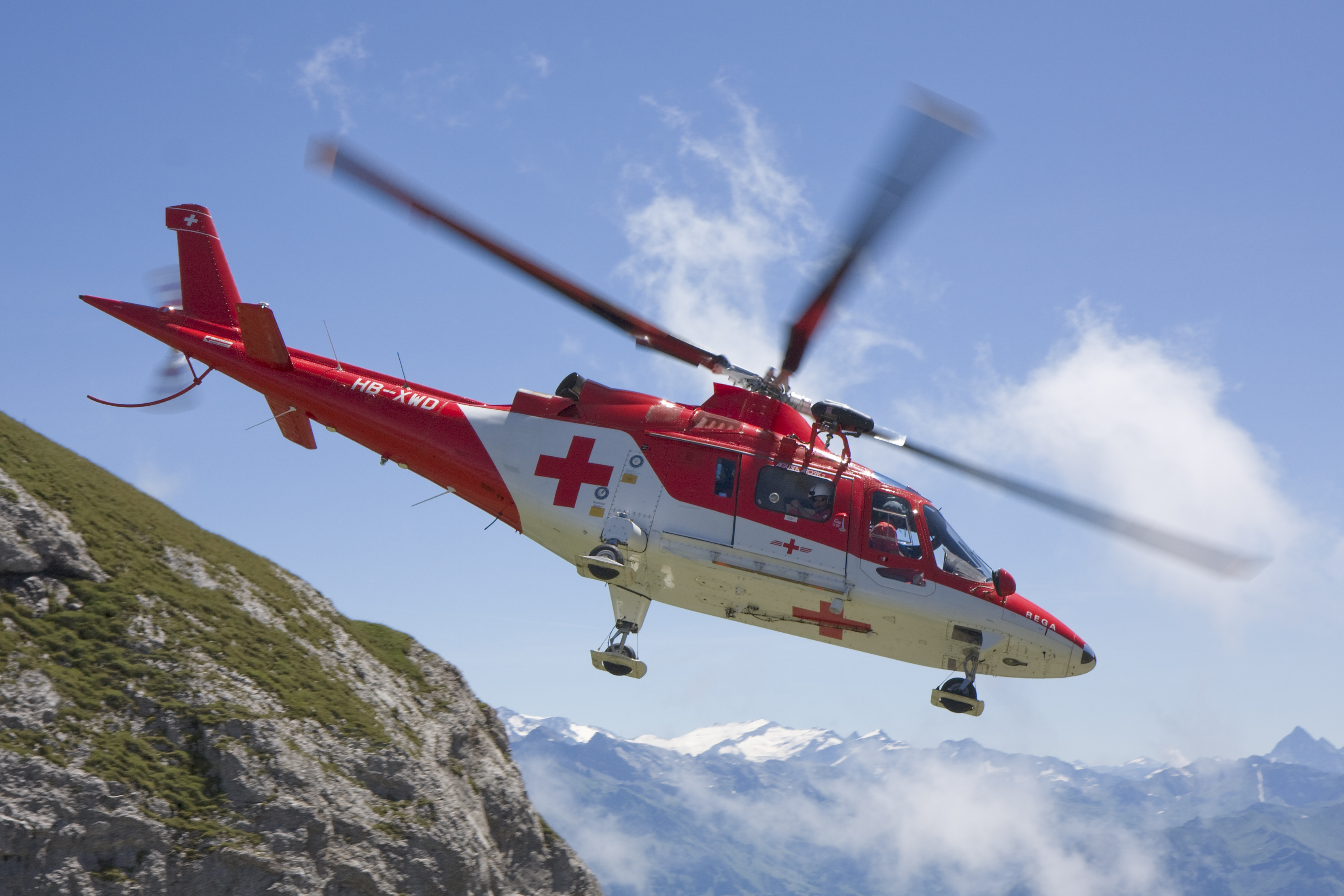
Elicottero Agusta A109 del servizio di soccorso aereo svizzero

Sono apparecchi che utilizzano entrambi i sistemi di sostentazione sopra citati, sia pure in fasi diverse del volo.
Ad esempio, gli apparecchi a decollo verticale VTOL del tipo a spinta vettorata, decollano utilizzando un getto d'aria verticale e poi, una volta sollevati, possono avanzare e volare come normali aeroplani. Alcuni considerano in questa categoria anche i cosiddetti STOL apparecchi a decollo ed atterraggio brevi.

## Struttura
Gli aeromobili possono essere costruiti in vari modi, che cambiano anche in base al tipo di aeromobile, le strutture sono generalmente del tipo:
- Telaio portante l'aeromobile ha un telaio interno che ne conferisce la resistenza
- Rivestimento lavorante la struttura esterna (rivestimento) contribuisce alla resistenza del mezzo
  - Semiguscio la struttura esterna (rivestimento) lavora assieme ad una struttura portante i terna per conferire la resistenza complessiva del mezzo
  - Guscio la struttura esterna (rivestimento) è l'unico elemento che conferisce la resistenza del mezzo